# Saint-Gilles (Ille-et-Vilaine)
Saint-Gilles (bret. Sant-Jili-Roazhon) – miejscowość i gmina we Francji, w regionie Bretania, w departamencie Ille-et-Vilaine.
Według danych na rok 1990 gminę zamieszkiwało 3059 osób, a gęstość zaludnienia wynosiła 148 osób/km² (wśród 1269 gmin Bretanii Saint-Gilles plasuje się na 174. miejscu pod względem liczby ludności, natomiast pod względem powierzchni na miejscu 479.).